# Mate-Nunatak
Der Mate-Nunatak (spanisch Nunatak Mate) ist ein Nunatak an der Oskar-II.-Küste des Grahamlands auf der Antarktischen Halbinsel. Er ist einer der zahlreichen Nunatakker auf der Jason-Halbinsel.
Argentinische Wissenschaftler benannten ihn. Der Namensgeber ist nicht überliefert.